# Desa Bojongloa (administrativ by i Indonesien, lat -6,68, long 107,76)
Desa Bojongloa är en administrativ by i Indonesien.   Den ligger i provinsen Jawa Barat, i den västra delen av landet, 110 km sydost om huvudstaden Jakarta.